# Tramwaje w Caracas
Tramwaje w Caracas − zlikwidowany system komunikacji tramwajowej w stolicy Wenezueli Caracas, działający w latach 1882−1947.

## Historia

### Przed elektryfikacją
W 1881 została założona spółka Tranvía Caracas, która w 1882 uruchomiła tramwaje konne w Caracas. Linia tramwajowa połączyła Plaza Bolívar z Palo Grande. Wkrótce linię wydłużono do Puente de Hierro (Iron Bridge). W 1885 inna spółka pod nazwą Tranvía Bolívar otworzyła linię tramwajową pomiędzy Plaza Bolívar i dworcem Ferrocarril La Guaira y Caracas. Obie spółki eksploatowały sieci tramwajowe o rozstawie szyn wynoszącym 750 mm i tramwaje pochodzące z zakładów John Stephenson Co. z Nowego Jorku. W 1891 w Caracas było 31 tramwajów. W 1893 spółka Tranvía Bolívar zakupiła nowe wagony z zakładów Compagnie La Métallurgique z Nivelles. We wrześniu 1893 spółka Ferrocarril del Sur otworzyła linię tramwaju parowego o długości 5 km pomiędzy Las Flores i El Valle. Rozstaw szyn na linii wynosił 680 mm. We wrześniu 1886 spółka Ferrocarril Central otworzyła 10 km linię tramwaju parowego pomiędzy dworcem Santa Rosa i Petare. Linia miała rozstaw szyn wynoszący 1067 mm.

### Elektryfikacja
Na początku XX w. wszystkie spółki obsługujące tramwaje w Caracas zostały wykupione i połączone w jedną o nazwie United Electric Tramways of Caracas. Wkrótce zamówiono w firmie John Stephenson Co. cztery tramwaje elektryczne. W czasie elektryfikacji zmieniono rozstaw szyn na 1067 mm. Pierwsze jazdy testowe odbyły się w październiku 1906. Pierwszą linię tramwaju elektrycznego otwarto 15 stycznia 1907, był to linia Las Flores − El Valle. Dzień później, 16 stycznia otwarto trasę Santa Rosa − Petare. Także w 1907 zamówiono 30 tramwajów w firmie Milnes Voss & Co. z Birkenhead. Wszystkie tramwaje elektryczne mierzyły 7,3 m długości i 1,6 m szerokości. Do lutego 1908 zelektryfikowano linię od El Valle do Plaza Bolívar przez Iron Bridge. Także w tym samym roku zelektryfikowano linię od centrum miasta do dworca Santa Rosa. W 1909 zamówiono trzy nowe tramwaje w firmie JG Brill Co. z Filadelfii. W 1914 otrzymano 4 tramwaje z tej samej firmy. W listopadzie 1912 otwarto 2 km linię tramwajową pomiędzy Agua de Maíz i Los Dos Caminos. W 1915 planowano elektryfikację linii tramwajowej z Petare do Tusmare, planów tych jednak nigdy nie zrealizowano. W maju 1917 otwarto 2 km odcinek linii z Los Dos Caminos do Los Chorros. W 1917 zbudowano tunel tramwajowy pod wzgórzem Roca Tarpeya. Tunel mierzył około 500 m. W 1920 zamówiono 3 tramwaje silnikowe. Nowe wagony miały mieć zamkniętą przestrzeń pasażerską, a nie tak jak to było we wszystkich poprzednich tramwajach, które miały ją otwartą. W 1923 zbudowano nową linię tramwajową w zachodniej części miasta do Catia. W latach 1924−1927 zakupiono 4 tramwaje z firmy Brill oraz kilkanaście tramwajów z firmy Brush Electrical Engineering oraz United Electric. Pod koniec lat 30. XX w. zlikwidowano linię tramwajową do Catia, którą zastąpiono linią trolejbusową. W latach 40. XX w. w Wenezueli znacznie staniała ropa naftowa, która spowodowała rozwój motoryzacji i w konsekwencji tego zamykanie kolejnych linii tramwajowych. Ostatnie linie tramwajowe w Caracas zlikwidowano 13 sierpnia 1947. Wszystkie wagony następnie zezłomowano.